# Вулиця Героїв Небесної Сотні (Шепетівка)
Вулиця Героїв Небесної Сотні (до 2014 року — вулиця Карла Маркса) — одна з вулиць міста Шепетівка Хмельницької області, Україна. Головна вулиця міста.

## Опис
Вулиця широка та довга. Починається від Старокостянтинівського шосе, проходить на північний схід, переходить через залізничну колію та річку Косецьку і продовжується до лісового масиву.

## Походження назви
Вулиця названа на честь героїв Небесної сотні. Колишня назва — на честь німецького філософа та економіста К. Г. Маркса.

## Об'єкти
Серед важливих об'єктів Шепетівки по вулиці розташовані:
- Шепетівське відділення Правекс-Банку (буд. № 31)[1];
- Шепетівська спеціалізована загальноосвітня школа І-ІІІ ступенів № 2 з поглибленим вивченням основ економіки і правознавства (буд. № 34)[2];
- Шепетівське відділення Укрінбанку (буд. № 39);
- Шепетівське міськрайонне управління юстиції, колишній банк, збудований у 1935 році (буд. № 46)[3];
- Шепетівська районна державна адміністрація (буд. № 47);
- кінотеатр імені Островського (буд. № 50)[4]
- Шепетівський краєзнавчий музей (буд. № 52);
- Шепетівський будинок культури, збудований у 1929 році (1968 року відбудований) (буд. № 54)[5];
- готель «Центральний», збуд. 1930 року (буд. № 56)[6];
- Стадіон Локомотив (№ 73)
- будинок, де жив Герой Радянського Союзу Бегоулєв Б. П., тут встановлено меморіальну дошку (буд. № 92).
- Шепетівська загальноосвітня школа І-III ступенів № 6 (буд. № 98).

## Галерея

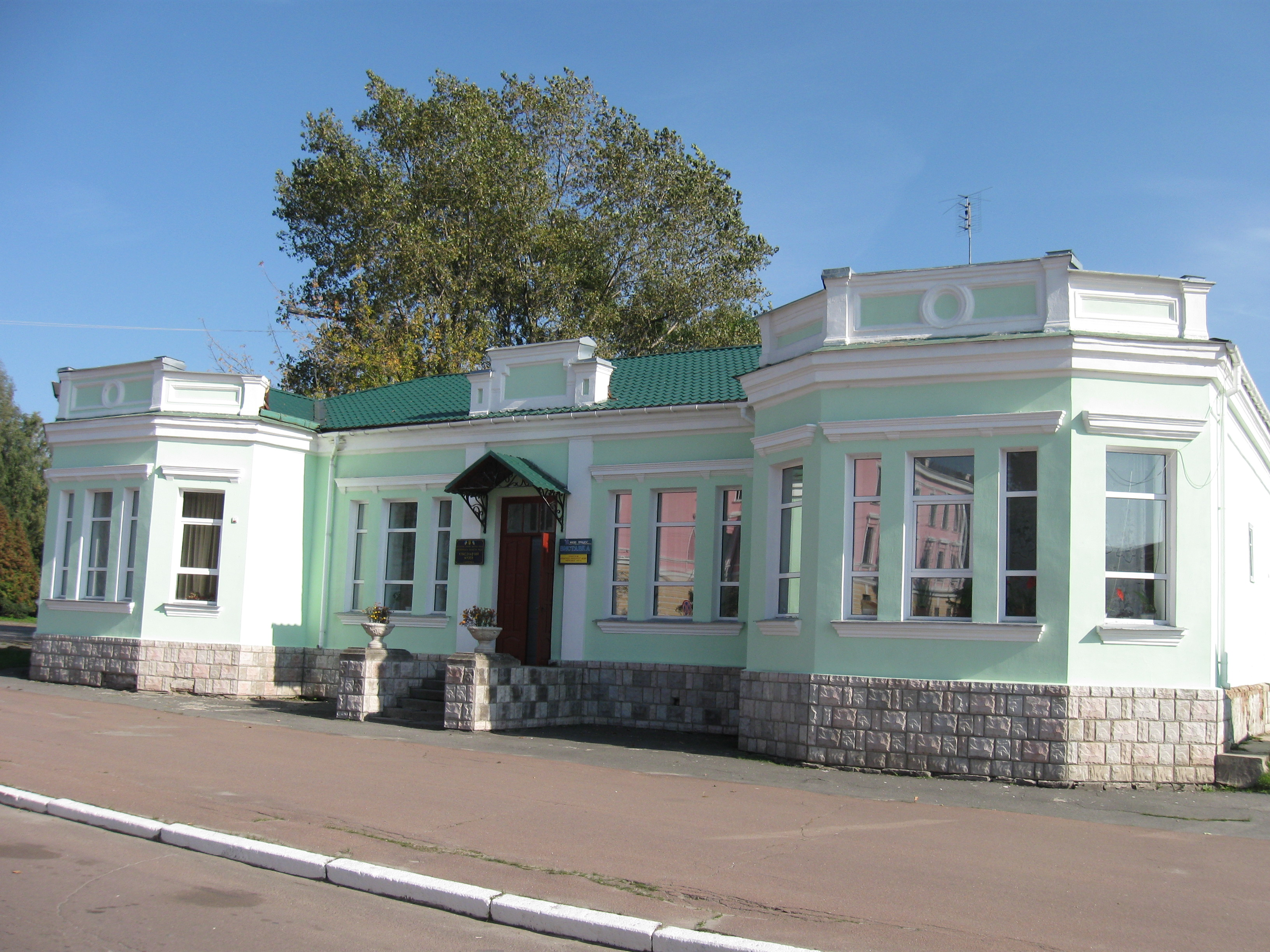
Шепетівський краєзнавчий музей
Шепетівське міськрайонне управління юстиції.
кінотеатр імені Островського
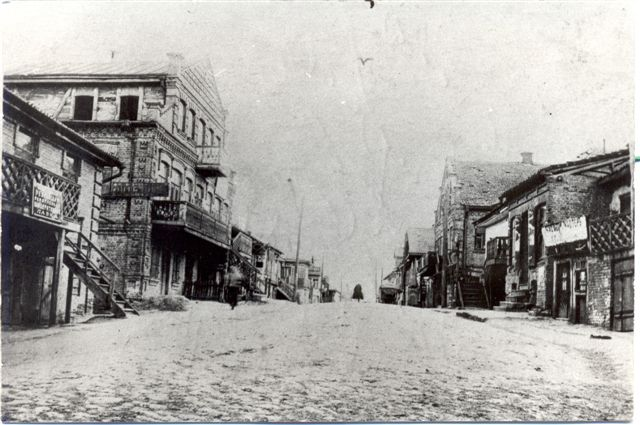
У 1917 р.